# Bóc lột lao động
Bóc lột lao động là hành động sử dụng quyền lực để trích xuất một cách có hệ thống nhiều giá trị từ người lao động hơn là những gì được trao cho họ. Đó là một mối quan hệ xã hội dựa trên sự bất cân xứng về quyền lực giữa người lao động và người sử dụng lao động. Khi nói về khai thác, có một mối liên hệ trực tiếp với tiêu dùng trong lý thuyết xã hội và theo truyền thống, điều này sẽ coi việc khai thác là lợi dụng không công bằng của người khác vì vị trí thấp kém của họ, mang lại cho người khai thác sức mạnh.
Karl Marx được coi là nhà lý thuyết khai thác cổ điển và có ảnh hưởng nhất. Marx công nhận sự bóc lột sức lao động là bất công về mặt đạo đức, nhưng nhấn mạnh hơn vào sự bất công về kinh tế, nêu bật sự bất bình đẳng về toán học của việc trả giá trị sản xuất. Khi phân tích khai thác, các nhà kinh tế được phân chia dựa trên lời giải thích về việc bóc lột sức lao động do Marx và Adam Smith đưa ra. Smith không xem việc khai thác là một hiện tượng có hệ thống vốn có trong các hệ thống kinh tế nhất định như Marx đã làm, mà là một sự bất công đạo đức mang tính tùy chọn.

## Lý thuyết Mácxít
Lý thuyết bóc lột của Marx là một trong những yếu tố chính được phân tích trong kinh tế học Marx và một số nhà lý luận xã hội coi nó là nền tảng trong tư tưởng của chủ nghĩa Marx. Marx tin rằng các nhà văn Khai sáng Scotland ban đầu đưa ra một cách giải thích duy vật về lịch sử. Trong bài phê bình Cương lĩnh Gotha, Marx đã đặt ra các nguyên tắc là chi phối sự phân phối phúc lợi dưới chủ nghĩa xã hội và chủ nghĩa cộng sản, các nguyên tắc này phân phối cho mỗi người theo công việc và nhu cầu của họ. Khai thác xảy ra khi hai nguyên tắc này không được đáp ứng, khi các đại lý không nhận được theo công việc hoặc nhu cầu của họ. Quá trình khai thác này là một phần của phân phối lại lao động, xảy ra trong quá trình các tác nhân riêng biệt trao đổi lao động sản xuất hiện tại của họ cho lao động xã hội trong hàng hóa nhận được. Lao động đưa ra cho sản xuất được thể hiện trong hàng hóa và khai thác xảy ra khi ai đó mua hàng hóa, với doanh thu hoặc tiền lương của họ, với số tiền không bằng với tổng số lao động mà họ đã đưa ra. Lao động này được thực hiện bởi một dân số trong một khoảng thời gian nhất định bằng với lao động thể hiện với hàng hóa tạo nên sản phẩm quốc gia ròng (NNP). NNP sau đó được gửi đến các thành viên của dân chúng theo một cách nào đó và đây là điều tạo ra hai nhóm, hoặc các đại lý, liên quan đến việc trao đổi hàng hóa: người khai thác và khai thác.
Những người khai thác là những tác nhân có thể chỉ huy hàng hóa, với doanh thu từ tiền lương của họ, được thể hiện bằng nhiều lao động hơn chính những người khai thác đã đưa ra dựa trên quan hệ xã hội bóc lột của sản xuất tư bản chủ nghĩa. Các đại lý này thường có tình trạng giai cấp và quyền sở hữu tài sản sản xuất hỗ trợ tối ưu hóa khai thác. Những người bóc lột thường là giai cấp tư sản. Trong khi đó, những người khai thác là những người nhận được ít hơn sản phẩm trung bình mà họ sản xuất. Nếu công nhân nhận được một số tiền tương đương với sản phẩm trung bình của họ, thì không còn doanh thu và do đó những công nhân này không thể tận hưởng thành quả lao động của chính họ và sự khác biệt giữa những gì được sản xuất và những gì có thể mua có thể được chứng minh bằng cách phân phối lại theo nhu cầu. Người bị bóc lột là giai cấp vô sản.

### Lao động thặng dư và lý thuyết lao động giá trị
Người bóc lột lấy lao động thặng dư của người khác, đó là lượng lao động vượt quá mức cần thiết để tái sản xuất sức lao động của người lao động và điều kiện sống cơ bản. Nói cách khác, điều này đòi hỏi người lao động có thể duy trì điều kiện sống đủ để có thể tiếp tục làm việc. Marx không cố gắng ràng buộc điều này chỉ với các thể chế tư bản vì ông lưu ý về mặt lịch sử, có những tài khoản về sự chiếm dụng lao động thặng dư này trong các thể chế với lao động cưỡng bức, giống như những người dựa trên chế độ nô lệ và xã hội phong kiến. Tuy nhiên, điểm khác biệt mà ông nhấn mạnh là thực tế là khi sự chiếm đoạt lao động thặng dư này xảy ra ở các xã hội như xã hội tư bản, nó xảy ra ở các thể chế đã bãi bỏ lao động cưỡng bức và nghỉ ngơi lao động tự do. Điều này xuất phát từ lý thuyết về giá trị lao động của Marx trong đó nói rằng giá trị trao đổi của hàng hóa tỷ lệ thuận với thời gian lao động cần thiết về mặt xã hội để sản xuất hàng hóa.
Trong nền kinh tế tư bản, người lao động được trả lương theo giá trị này và giá trị là nguồn gốc của tất cả sự giàu có. Giá trị được xác định bởi một tiện ích đặc biệt tốt cho một tác nhân và nếu kết quả tốt từ hoạt động của con người, nó phải được hiểu là một sản phẩm của lao động cụ thể, lao động được định nghĩa định tính. Các nhà tư bản có thể mua sức lao động từ các công nhân, những người chỉ có thể mang sức lao động của chính họ trên thị trường. Một khi các nhà tư bản có thể trả cho người lao động ít hơn giá trị do lao động của họ tạo ra, hình thức lao động thặng dư và điều này dẫn đến lợi nhuận của các nhà tư bản. Đây là ý nghĩa của Marx bởi " giá trị thặng dư ", mà ông coi là "một biểu hiện chính xác cho mức độ bóc lột sức lao động bằng vốn, hoặc của người lao động bởi nhà tư bản". Lợi nhuận này được sử dụng để trả cho chi phí tiêu dùng và tiêu dùng cá nhân của nhà tư bản, nhưng quan trọng nhất là được sử dụng để thúc đẩy tăng trưởng và do đó thúc đẩy một hệ thống khai thác lớn hơn.
Mức độ khai thác sức lao động được quyết định bởi tỷ lệ giá trị thặng dư là tỷ lệ giữa giá trị thặng dư / sản phẩm và giá trị cần thiết / sản phẩm. Giá trị thặng dư / sản phẩm là lao động thặng dư được vật chất hóa hoặc thời gian lao động thặng dư trong khi giá trị / sản phẩm cần thiết là lao động cần thiết được thực hiện đối với người lao động, như tái sản xuất sức lao động. Marx gọi tỷ lệ giá trị thặng dư là "biểu hiện chính xác của mức độ bóc lột sức lao động bằng vốn". Những lý thuyết này cuối cùng đã chứng minh vấn đề chính của Marx với chủ nghĩa tư bản: không phải chủ nghĩa tư bản không phải là một thể chế mà trao đổi lao động bị ép buộc, mà trong thể chế này, một tầng lớp vẫn trở nên giàu có hơn đáng kể trong khi tầng lớp kia trở nên nghèo khó.

### Phê bình và phản bác
Nhiều nhà phê bình tư bản đã chỉ ra rằng Marx cho rằng chủ sở hữu tư bản không đóng góp gì cho quá trình sản xuất. Họ đề nghị Marx nên cho phép hai điều; cụ thể là cho phép lợi nhuận hợp lý đối với rủi ro đầu tư vốn và cho phép những nỗ lực của ban quản lý được trả đúng hạn. 
David Ramsay Steele lập luận rằng lý thuyết năng suất cận biên làm cho lý thuyết khai thác của Marx không thể đo lường được. Theo khung lý thuyết này và giả định điều kiện thị trường cạnh tranh, lương thưởng của một công nhân được xác định bởi đóng góp của anh ta hoặc cô ta cho sản lượng cận biên. Tương tự, chủ sở hữu của máy móc và bất động sản được bồi thường theo năng suất biên của phần vốn góp của họ vào sản lượng cận biên. Tuy nhiên, Steele lưu ý rằng điều này không theo bất kỳ cách nào chạm đến lập luận đạo đức của những người xã hội thừa nhận đóng góp phi lao động cho sản lượng cận biên, nhưng cho rằng việc một nhóm chủ sở hữu thụ động nhận được thu nhập từ sở hữu vốn và đất đai là bất hợp pháp.
Meghnad Desai, Baron Desai quan sát thấy rằng cũng có triển vọng giá trị thặng dư phát sinh từ các nguồn khác ngoài lao động và một ví dụ kinh điển được đưa ra là sản xuất rượu vang. Khi nho được thu hoạch và nghiền nát, lao động được sử dụng. Tuy nhiên, khi men được thêm vào và nước nho được lên men để lấy rượu, giá trị của rượu vượt quá đáng kể so với nho, nhưng lao động không đóng góp gì cho giá trị thêm. Marx đã bỏ qua các yếu tố đầu vào vốn do đặt tất cả chúng lại với nhau trong tư bản không đổi, dịch chuyển sự hao mòn vốn trong sản xuất theo giá trị lao động của nó. Tuy nhiên, ví dụ như điều này đã chứng minh rằng giá trị và giá trị thặng dư có thể đến từ một nơi khác ngoài lao động.
Lý thuyết này đã bị phản đối bởi Eugen Böhm von Bawerk, trong số những người khác. Trong Lịch sử và Phê bình Lý thuyết lợi ích (1884), ông lập luận rằng các nhà tư bản không khai thác công nhân của họ, vì họ thực sự giúp đỡ nhân viên bằng cách cung cấp cho họ thu nhập tốt trước doanh thu từ hàng hóa họ sản xuất, nói: "Lao động không thể tăng cổ phần của nó bằng chi phí vốn ". Cụ thể, ông cho rằng lý thuyết khai thác bỏ qua chiều kích của thời gian trong sản xuất. Từ lời chỉ trích này, theo Böhm-Bawerk, toàn bộ giá trị của sản phẩm không phải do công nhân sản xuất, mà lao động chỉ có thể được trả theo giá trị hiện tại của bất kỳ sản lượng dự kiến nào.
John Roemer đã nghiên cứu và phê phán lý thuyết của Marx bằng cách đưa ra một mô hình để đối phó với sự bóc lột trong tất cả các phương thức sản xuất, hy vọng sẽ đặt nền móng cho một phân tích về quy luật vận động của chủ nghĩa xã hội. Trong các tác phẩm của mình được xuất bản vào những năm 1980, RoTable đưa ra một mô hình khai thác dựa trên quyền sở hữu không đồng đều về con người (kỹ năng lao động thể chất) và tài sản phi nhân loại (đất đai và phương tiện sản xuất). Ông nói rằng mô hình quyền tài sản này có ưu thế lớn so với mô hình lao động thặng dư thông thường của khai thác, do đó bác bỏ lý thuyết về giá trị lao động. Trong nỗ lực đưa ra một lý thuyết bóc lột bao gồm các phương thức sản xuất phong kiến, tư bản và xã hội chủ nghĩa, ông định nghĩa khai thác trong mỗi phương thức về quyền sở hữu. RoTable bác bỏ lý thuyết giá trị lao động bởi vì ông thấy rằng việc khai thác có thể tồn tại trong trường hợp không có quan hệ lao động, giống như trong nền kinh tế sinh tồn, do đó ủng hộ mô hình khai thác dựa trên quyền sở hữu. Ông kiểm tra lý thuyết khai thác của mình bằng lý thuyết trò chơi để xây dựng các trạng thái thay thế khả thi, trong đó các tác nhân khai thác có thể cải thiện phúc lợi của họ bằng cách rút với phần tài sản xa lạ và không thể thay đổi của xã hội. Khai thác phong kiến, tư bản và xã hội chủ nghĩa đều xuất phát từ lý thuyết bóc lột trên cơ sở phân phối không công bằng các quyền tài sản. Đã có một loạt các thỏa thuận và bất đồng từ các nhà kinh tế khác nhau, các nhà kinh tế tân cổ điển ủng hộ mô hình này nhất.
Một số nhà lý thuyết chỉ trích Roemer cho việc bác bỏ toàn bộ lý thuyết về giá trị lao động và cách tiếp cận lao động thặng dư để khai thác, vì chúng là khía cạnh trung tâm của tư tưởng mácxít liên quan đến khai thác. Những người khác chỉ trích cam kết của ông đối với một lý thuyết kinh tế tự do đặc biệt trái ngược với lý thuyết Marxist về những sai trái của việc khai thác.